# NGC 1947
NGC 1947 is een elliptisch sterrenstelsel in het sterrenbeeld Goudvis. Het hemelobject werd op 5 november 1826 ontdekt door de Schotse astronoom James Dunlop.

## Synoniemen
- ESO 85-87
- AM 0526-634
- IRAS05264-6347
- PGC 17296